# Jaroslav Čížek (soudce)
Jaroslav Čížek (27. dubna 1873 Uhlířské Janovice – 6. srpna 1960 Praha) byl český právník a soudce, cca od roku 1926[kdy?] prezident senátu Nejvyššího soudu Československa.[zdroj?]

## Biografie
Narodil se v Uhlířských Janovicích čp. 31. Jeho otec Leopold Čížek byl mlynářem ve zdejším Luckém (Lučním), později Čížkově mlýně. Vystudoval klasické gymnázium v Praze a v letech 1891–1897 Právnickou fakultu české Karlo-Ferdinandovy univerzity.
Od roku 1911 působil jako okresní soudce ve Valašském Meziříčí. Po roce 1918 spolupracoval na vytvoření Ústavy ČSR a na nových československých zákonech, za což obdržel pochvalné uznání od prezidenta T. G. Masaryka. V letech 1920–1938 byl radou vrchního zemského soudu v Brně.
Přispíval do periodika Právník (Dělba pozemků obtížených služebností; Přípravné trestní řízení), byl činný také v brněnském Sokole (starosta).
Po roce 1948 žil na odpočinku v rodném městě.